# Claude Blanc
 (décembre 2021).
Si vous disposez d'ouvrages ou d'articles de référence ou si vous connaissez des sites web de qualité traitant du thème abordé ici, merci de compléter l'article en donnant les références utiles à sa vérifiabilité et en les liant à la section « Notes et références ».
Pour les articles homonymes, voir Claude Blanc (homme politique) et Blanc (homonymie).
Claude Blanc, né en 1934 à Lausanne, est un homme de radio et de théâtre suisse travaillant à la Radio suisse romande. 

## Biographie
- Apprentissage de dessinateur en génie civil
- 1957, il commence la radio[1] en entrant à Radio Lausanne comme dessinateur et opérateur.
- 1958-1978, dans l'émission Demain dimanche
  - Dans les aventures de Oin-Oin, d'Émile Gardaz, il incarne le personnage principal en compagnie d'Émile Gardaz (Monsieur Milliquet)[2]
  - Dans Adieu  Berthe, d'Émile Gardaz, il incarne Gaston avec Anne-Lise Zambelli (Berthe)
- Les véritables vraies scènes de la vraie vie vécue
- 1996, Bergamote avec Patrick Lapp, Claude-Inga  Barbey et Daniel Rausis
- 2012, prix spécial du 25e anniversaire de la Fondation vaudoise pour la culture

## Théâtre
- 1967 : Adieu  Berthe d'Émile Gardaz
- 1998 : Bergamote et l'Ange, avec Patrick Lapp et Claude-Inga  Barbey
- 2000 : Bergamote aller simple
- 2004 : Bergamote, le Temps des cerises
- 2006 : Bergamote le Modern, avec Marc Donnet-Monay, Doris Ittig, Claude-Inga Barbey, Patrick Lapp